# Balades en philosophie
 (décembre 2019).
Balades en philosophie est un album de bande dessinée scénarisé, dessiné et colorisé par Janine et publié aux éditions Delcourt en 2018. Dans un souci de vulgarisation de la philosophie, l’ouvrage reprend de manière humoristique les thèses de nombreux philosophes et sociologues célèbres, répondant ainsi à des questions de notre quotidien et mettant en lumière l’actualité de la philosophie dans le monde d’aujourd’hui. 

## Contexte d’écriture
Après avoir obtenu un doctorat en philosophie, Janine devient professeure et chercheuse dans ce même domaine. En 2011, elle crée son blog afin d’y poster des bandes dessinées qu’elle écrit, dessine et colorise. Joignant sa passion pour la philosophie à sa passion pour la bande dessinée, Janine travaille pendant deux ans sur son premier album, Balades en philosophie, qui est publié le 23 mai 2018 dans la collection Octopus des Editions Delcourt, spécialisée dans la vulgarisation scientifique.

## Personnages
Tous les personnages qui apparaissent dans Balades en philosophie possèdent un statut extratextuel, ce qui signifie qu’ils appartiennent à la réalité historique, et non à la fiction.  

### Personnage principal
Le personnage principal de la bande dessinée est l’auteure elle-même, Janine. Cette dernière est représentée sous les traits d’une jeune femme aux cheveux roux coiffés en chignon. 

### Philosophes
- Platon
- Emmanuel Kant
- David Hume
- Georg Wilhelm Friedrich Hegel
- Henri Bergson
- François Jacob
- Héraclite
- Anne Fagot-Largeault
- Baruch Spinoza
- Simone de Beauvoir
- René Descartes
- Jean-Paul Sartre
- Jean-Jacques Rousseau
- Michel de Montaigne
- Aristote

### Sociologues
- Pierre Bourdieu
- Colette Guillaumin
- Stuart Hall

## Synopsis
A travers dix chapitres, l’album Balades en philosophie raconte la journée de Janine, durant laquelle une multitude de philosophes et de sociologues font leur apparition afin d’expliquer leurs théories à Janine et de la guider dans ses propres réflexions philosophiques sur le monde qui l’entoure. 
Lorsque Janine commence à débattre de la nécessité de la philosophie avec ses amis pendant un déjeuner, Platon apparaît soudainement à la table afin de démontrer l’importance de la philosophie. Ce sont ensuite Kant et Hume qui font leur apparition dans le but de guider Janine et ses amis dans leurs réflexions sur le goût. 
Après le déjeuner, Janine part se promener dans un parc. Alors qu’elle s’interroge sur le statut des philosophes et sur la validité de leurs théories, elle tombe nez à nez avec Kant et Hegel, qui lui font part de leur point de vue. Janine passe ensuite par une fête foraine et discute des notions de durée et d'évolution en compagnie de Bergson et François Jacob. Ce sont par la suite Héraclite, Anne Fagot-Largeault et Spinoza qui surgissent devant elle pour débattre du concept de devenir. 
Plus tard, Janine quitte le parc et prend l’autobus. Apparaissent alors Pierre Bourdieu, Simone de Beauvoir et Colette Guillaumin, qui lui enseignent leurs théories respectives sur la notion de nature. 
Une fois rentrée chez elle, Janine discute du solipsisme avec Descartes, de l’empathie avec Sartre et Rousseau, de l’humour avec Montaigne et Aristote, et finalement, de la représentation avec Stuart Hall, après quoi sa journée s’achève. 